# Massenkarambolage
Eine Massenkarambolage (auch: Massen- bzw. Serienunfall) ist ein Verkehrsunfall (meist Auffahrunfall), in den sehr viele Fahrzeuge verwickelt sind. Als Serienunfall oder -kollision bezeichnet man einen Unfall bereits ab drei beteiligten Fahrzeugen (beispielsweise Kettenauffahrunfall).

## Ursachen
Meistens ereignen sich Massenkarambolagen auf Autobahnen. Ursachen der insbesondere bei Nebel, Schneetreiben oder Regen auftretenden Massenkarambolagen sind in der Regel zu hohe Geschwindigkeit und zu geringer Sicherheitsabstand. Insbesondere bei Nebel besteht dabei durch die eingeschränkte Sicht die Gefahr, dass Geschwindigkeiten unterschätzt werden. Sandstürme können die Sicht innerhalb kürzester Zeit und für die Fahrer überraschend einschränken. Auch andere schlechte Sichtverhältnisse, Aquaplaning sowie unübersichtliche Straßenstellen tragen zu Massenkarambolagen bei.

## Auswirkungen
Bei einem Massenunfall stoßen die einzelnen Fahrzeuge oft an mehreren Stellen zusammen. Diese vielen Zusammenstöße bergen ein hohes Verletzungsrisiko für die Insassen. Des Weiteren sind die Autos oft so stark ineinander verkeilt, dass ein schneller Zugang durch Rettungskräfte zu den Schwerverletzten nicht immer gewährleistet werden kann. Austretende Betriebsstoffe und Gefahrgut können die Lage zusätzlich verkomplizieren und bergen hohes Gefahrenpotential für die Einsatzkräfte. Die reguläre Notfallmedizin kann dadurch regelmäßig an ihre Grenzen geraten und die Anwendung der Triage und/oder die Einrichtung eines Behandlungsplatzes nötig machen. Zur Koordinierung der vielfältigen Abläufe wird regelmäßig eine Örtliche Einsatzleitung eingerichtet.
Große und schwere Massenunfälle ereigneten sich 1990 (mit zehn Toten und 121 beteiligten Fahrzeugen) und 2003 (mit 183 beteiligen Fahrzeugen) in der Münchberger Senke auf der Bundesautobahn 9.
Die  bisher größte Massenkarambolage Deutschlands ereignete sich am 19. Juli 2009 auf der Bundesautobahn 2 zwischen Braunschweig und Peine mit 259 beteiligten Fahrzeugen und zahlreichen Verletzten.
Am 8. April 2011 ereignete sich auf Grund eines plötzlichen Sandsturms die schwerste Massenkarambolage auf der A19 nahe Kavelstorf in Mecklenburg-Vorpommern, in die rund 80 Fahrzeuge verwickelt waren. 
Das große Schadensausmaß kann wichtige Straßen für einige Tage lahmlegen, beispielsweise durch sehr stark beschädigten Asphalt oder demolierte Brücken.

## Schadensregulierung
Versicherungsrechtlich wurde bislang bei Massenkarambolagen in Deutschland meist eine federführende Gesellschaft bestimmt, die den gesamten Fall abwickelt und die Schadenszahlungen an die Betroffenen und unter den Gesellschaften regelt. 2015 wurde dieses Verfahren vereinfacht: Fahrer und Insassen beteiligter Fahrzeuge können sich bei einer Massenkarambolage jetzt direkt an den jeweiligen Kfz-Haftpflichtversicherer wenden. Dieser übernimmt die Personen- und Sachschäden des Fahrers und der Insassen sowie die Schäden am Auto.
Dieses vereinfachte Verfahren wird bei einer Fahrzeuganzahl von 40 und mehr angewendet. Bei 20 bis 39 beteiligten Fahrzeugen wird dieses Verfahren ebenfalls angewendet, wenn der Schadenshergang schwer nachzuvollziehen ist. Bis 20 Fahrzeuge wird für gewöhnlich nach Sach- und Rechtslage reguliert.

## Vorsichtsmaßnahmen
Das Risiko von Auffahrunfällen kann vermindert werden durch:
- Einhalten größerer Abstände
- vorausschauendes Fahren, also nicht lediglich unter Beobachtung des direkt vorausfahrenden Fahrzeuges, sondern weiterer.
- sofortiges Einschalten der Warnblinkanlage, um nachfolgende Verkehrsteilnehmer zu warnen.
- Üben, den Einschaltknopf der Warnblinkanlage intuitiv zu finden.